# Nemesek temploma (Felsőszálláspatak)
A felsőszálláspataki nemesek temploma műemlékké nyilvánított épület Romániában, Hunyad megyében. A romániai műemlékek jegyzékében a  HD-II-m-A-03440 sorszámon szerepel.